# Moskiewski Państwowy Artystyczno-Przemysłowy Uniwersytet imienia S.G. Stroganowa

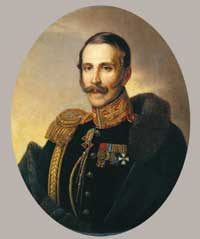
Baron Siergiej Grigoriewicz Stroganow, założyciel uczelni

Moskiewski Państwowy Artystyczno-Przemysłowy Uniwersytet imienia S.G. Stroganowa (ros. Московский Государственный Художественно-Промышленный Университет имени С.Г. Строганова) popularnie zwany Stroganowką (ros. Строгановка) – jedna z najstarszych uczelni Rosji w dziedzinie sztuki użytkowej i projektowania przemysłowego. Nosi imię swojego założyciela, barona Sergieja Grigoriewicza Stroganowa. Mieści się obecnie w wzniesionym w roku 1958 według projektu architekta Iwana Żołtowskiego budynku przy Szosie Wołokołamskiej 9.
Uczelnia została założona w roku 1825, w roku 1843 została upaństwowiona a w roku 1860 otrzymała nazwę „Szkoła rysunku technicznego im. Stroganowa”.
Po rewolucji październikowej uczelnia została zreorganizowana i weszła w skład „Państwowych Wolnych Warsztatów Artystycznych” (ros. Государственные Свободные Художественные Мастерские), Wchutiemas i Wchutiein. Od roku 1930 nosiła nazwę „Moskiewskiego Instytutu Sztuki Dekoracyjnej i Użytkowej” (ros. Московский Институт Декоративного и Прикладного Искусства). Obecną nazwę uczelnia otrzymała w roku 1996.

## Wybitni wykładowcy
- Michaił Wrubel
- Konstantin Korowin
- Aleksiej Szczusiew
- Andriej Andrejew
- Siergiej Gerasimow
- Wikientij Trofimow